# Carmen Cardelle de Hartmann
Carmen Cardelle de Hartmann (* 20. Dezember 1963 in Monforte de Lemos als María del Carmen Cardelle González) ist eine spanisch-deutsche Philologin.

## Leben und Wirken
Carmen Cardelle de Hartmann besuchte von 1979 bis 1981 das Gymnasium in Monforte de Lemos. Von 1981 bis 1986 studierte sie Klassische Philologie an der Universität Santiago und machte dort das Lizenziat in Klassischer Philologie. Von 1987 bis 1988 studierte sie an der Universität des Saarlandes Lateinische, Griechische und Spanische Philologie. Im Jahr 1993 wurde sie in Lateinischer Philologie bei Peter Steinmetz promoviert. Es folgten verschiedene Stipendien. Von 1997 bis 1998 hatte sie eine Post-Doc-Stelle am Graduiertenkolleg „Textkritik“ an der Ludwig-Maximilians-Universität München (LMU). Von 2002 bis 2003 war sie Assistentin am Institut für Lateinische Philologie des Mittelalters der LMU und ein weiteres Jahr als Lehrstuhlvertretung (2004/2005) tätig. 2006 erfolgte die Habilitation über Dialoge im lateinischen Spätmittelalter und die Erteilung der Venia legendi für das Fach Lateinische Philologie der Antike und des Mittelalters. Seit Oktober 2007 war Hartmann Akademische Rätin und Leiterin der Abteilung für Lateinische Philologie des Mittelalters und der Neuzeit im Romanischen Seminar der Ruprecht-Karls-Universität Heidelberg. Im Juli 2008 wurde sie außerordentliche Professorin für Lateinische Philologie des Mittelalters und der Neuzeit sowie Historische Hilfswissenschaften an der Universität Zürich, seit 2015 dort ordentliche Professorin.
Hartmann ist Herausgeberin des Mittellateinischen Jahrbuchs. Sie ist stellvertretende Vorsitzende der Deutschen Neulateinischen Gesellschaft und Mitglied im Deutschen Mediävistenverband und in der Mommsen-Gesellschaft. Sie ist korrespondierendes Mitglied der Österreichischen Akademie der Wissenschaften (2024) und der Académie des inscriptions et belles-lettres. Ihre Forschungsschwerpunkte sind die spätantike und frühmittelalterliche Geschichtsschreibung sowie die Dialogliteratur im weiteren Sinne.

## Schriften
- Philologische Studien zur Chronik des Hydatius von Chaves (= Palingenesia. Schriftenreihe für klassische Altertumswissenschaft. Bd. 47.) Steiner, Stuttgart 1994, ISBN 3-515-06385-4 (Zugleich: Saarbrücken, Universität, Dissertation, 1993).
- Lateinische Dialoge 1200–1400. Literaturhistorische Studie und Repertorium (= Mittellateinische Studien und Texte. Bd. 37). Brill, Leiden u. a. 2007, ISBN 978-90-04-16033-0. (Zugleich: München, LMU, Habilitationsschrift, 2006)
- Parodie in den Carmina Burana (= Mediävistische Perspektiven. Bd. 4). Chronos Verlag, Zürich 2015, ISBN 978-3-0340-1199-0.
- mit Darko Senekovic, Thomas Ziegler: Petrus Alfonsi. Dialogus. Bd. 1. Kritische Edition mit deutscher Übersetzung (= Millennio Medievale. Bd. 116 = Testi Bd. 30). Deutsche Übersetzung von Peter Stotz. Edizioni del Galluzo, Firenze 2018, ISBN 978-88-8450-861-4.